# Théâtre du Vaudeville (Paris)
Pour les articles homonymes, voir Théâtre du Vaudeville.

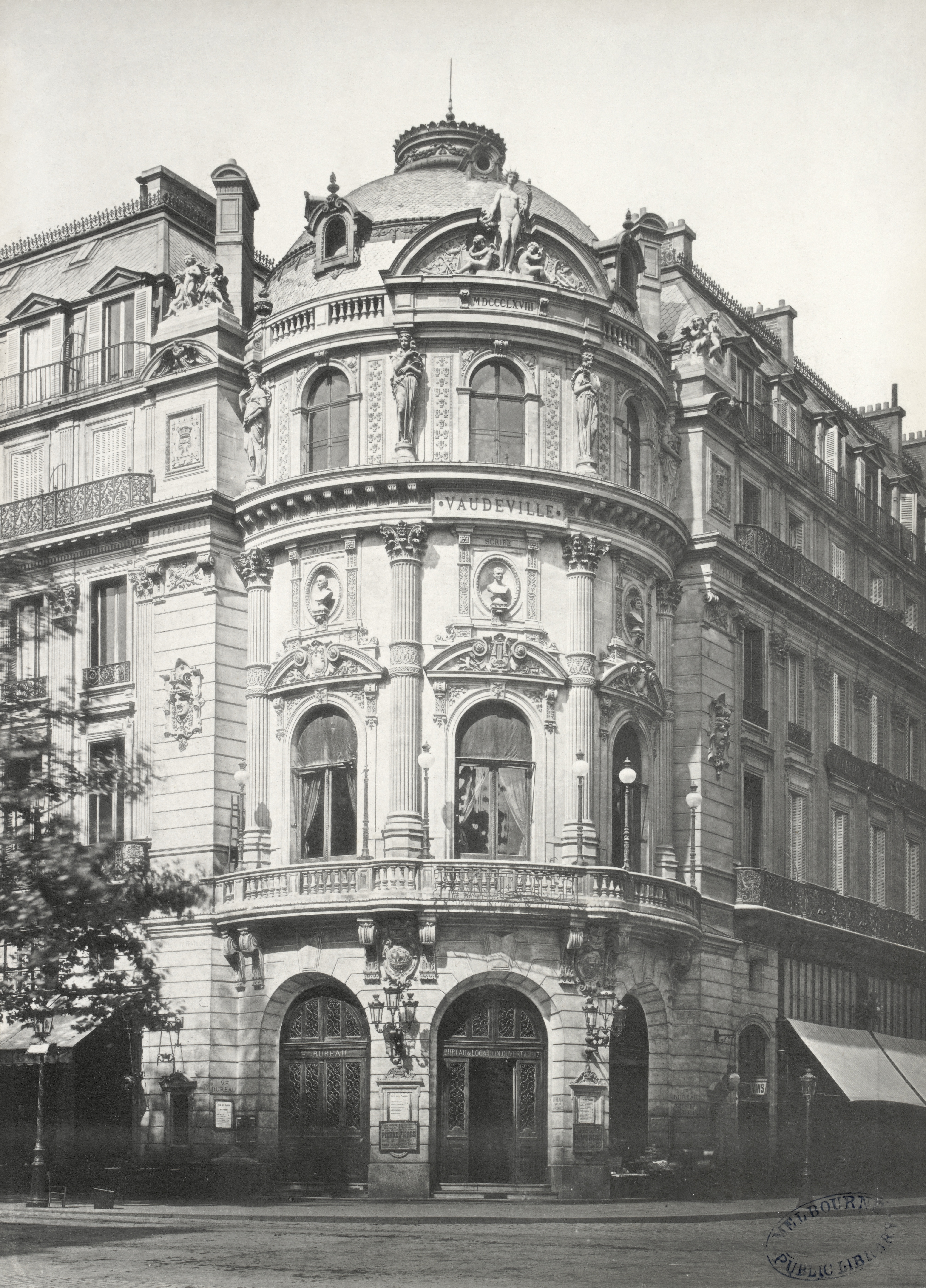
L'ancien théâtre du Vaudeville, boulevard des Capucines, en 1877. Photographie de Charles Marville.

Le théâtre du Vaudeville est une salle de spectacle parisienne, aujourd'hui disparue, dont l'emplacement a varié au fil des siècles.

## Histoire

### 1792-1838: rue de Chartres-Saint-Honoré
Le Vaudeville ouvre une première fois ses portes le 17 janvier 1792 rue de Chartres-Saint-Honoré (1er arr.), dans l'ancien Waux-hall d'Hiver (ou Petit-Panthéon), une salle de danse édifiée par l'architecte Albert Lenoir et située sur une partie des terrains de l'ex-hôtel de Rambouillet dans les années 1770. Ses directeurs, Piis et Barré, y font représenter principalement des « petites pièces mêlées de couplets sur des airs connus », dont des vaudevilles de leur propre répertoire. En 1794 Joseph-Denis Doche entre à l'orchestre du Vaudeville. Durant longtemps il sera chargé de l'arrangement des partitions des ouvrages nouveaux. En 1799, à la suite d'une brouille, Piis quitte l'association pour fonder le théâtre des Troubadours.
Durant l’Empire, les pièces à caractère politique sont interdites. Barré se tourne alors vers les « comédies de galeries », mettant en scène des personnages historiques. La comédienne Virginie Déjazet y fait ses débuts en 1807. Joseph-Denis Doche est nommé chef de l'orchestre du Vaudeville en 1810. Il va se faire connaître et apprécier par les très nombreux airs et morceaux détachés qu'il compose pour ce théâtre : on en compte plus de 500 parmi lesquels on cite une grande partie de la musique de Fanchon la vielleuse, de La Belle au bois dormant, etc. Barré est remplacé en 1815 par le comédien et auteur dramatique Marc-Antoine-Madeleine Désaugiers qui crée les premiers ouvrages d'Eugène Scribe. Mais l'ouverture du Gymnase en 1820 privant le Vaudeville de ses meilleurs éléments, Désaugiers est contraint de passer la main en 1822 à Cyprien Bérard. Il retrouve son poste en 1825 mais meurt en 1827. Lui succèdent le marquis de Guerchy et le comédien Bernard Léon puis, en septembre 1829, Étienne Arago. Son activité intense (il monte plus de trente pièces par an dont certaines écrites par lui) permettent au Vaudeville de renouer avec le succès. Lors des Trois Glorieuses le théâtre est rebaptisé « Théâtre-National ».

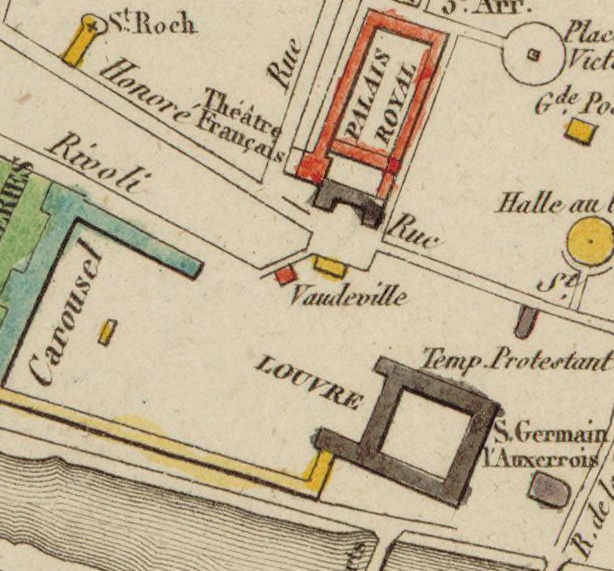
Situation du théâtre, entre le Louvre et le Palais-Royal.
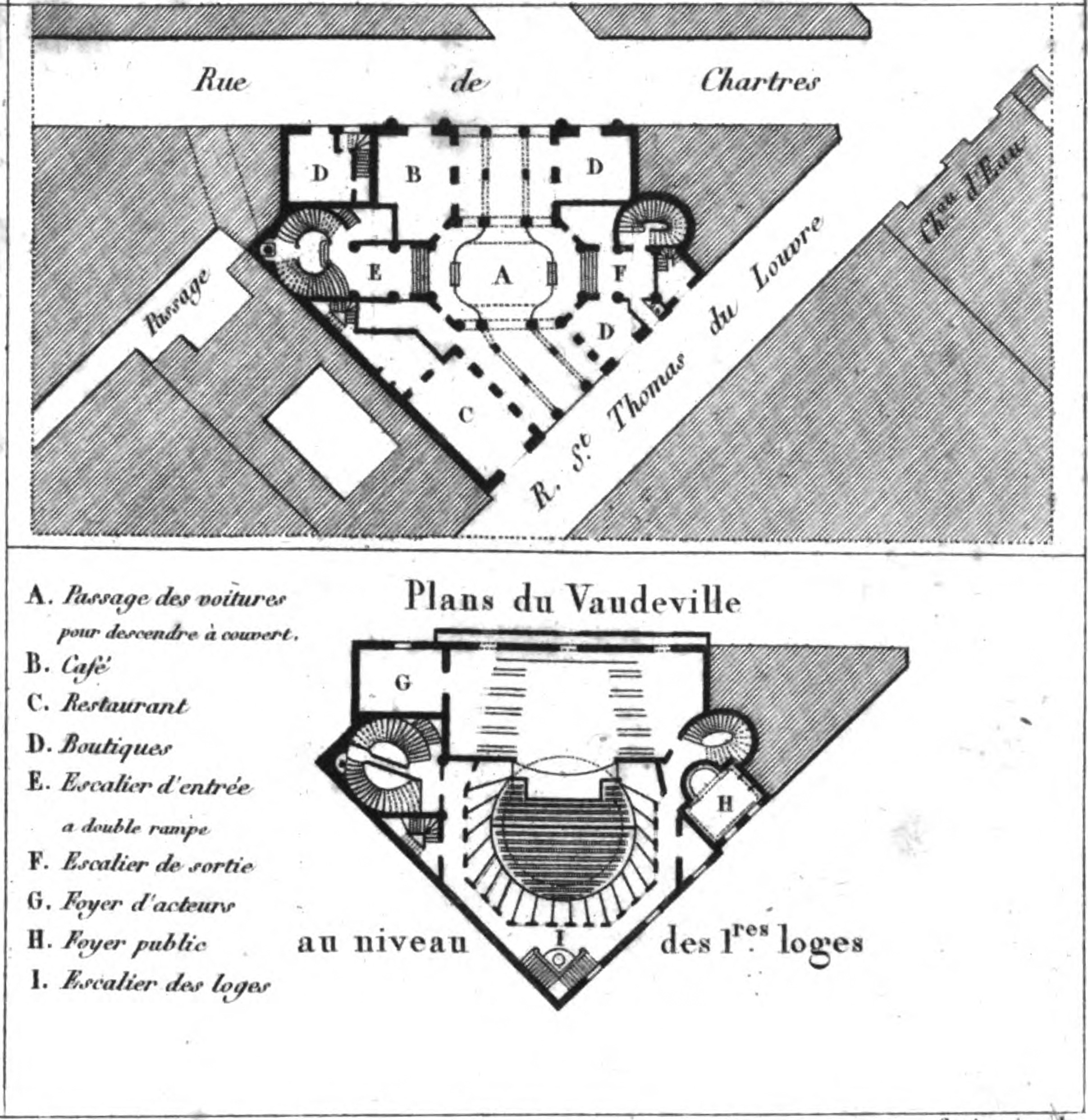
Plan du théâtre du Vaudeville établi entre la rue de Chartres et la rue Saint-Thomas-du-Louvre.
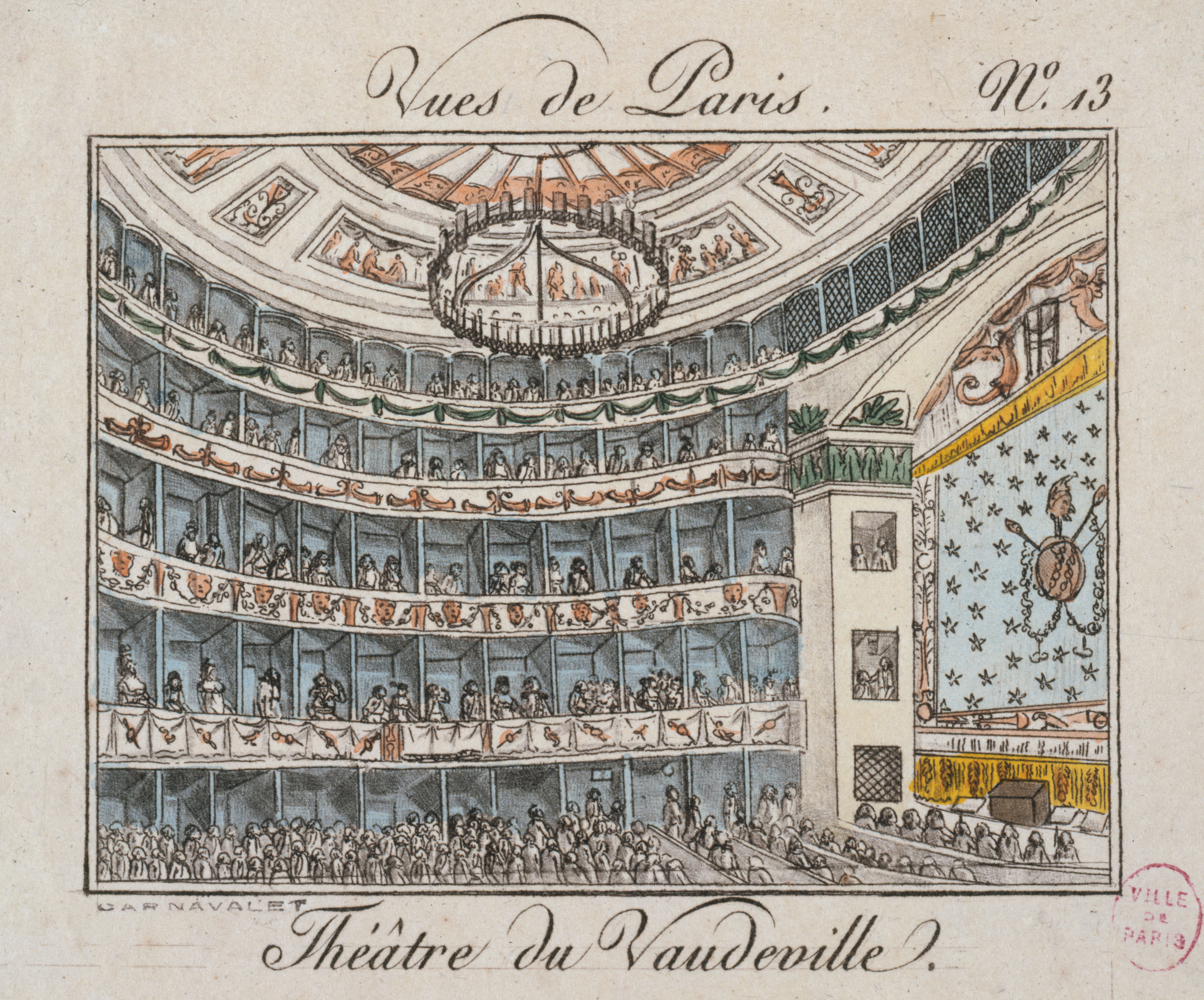
Vue de la salle.
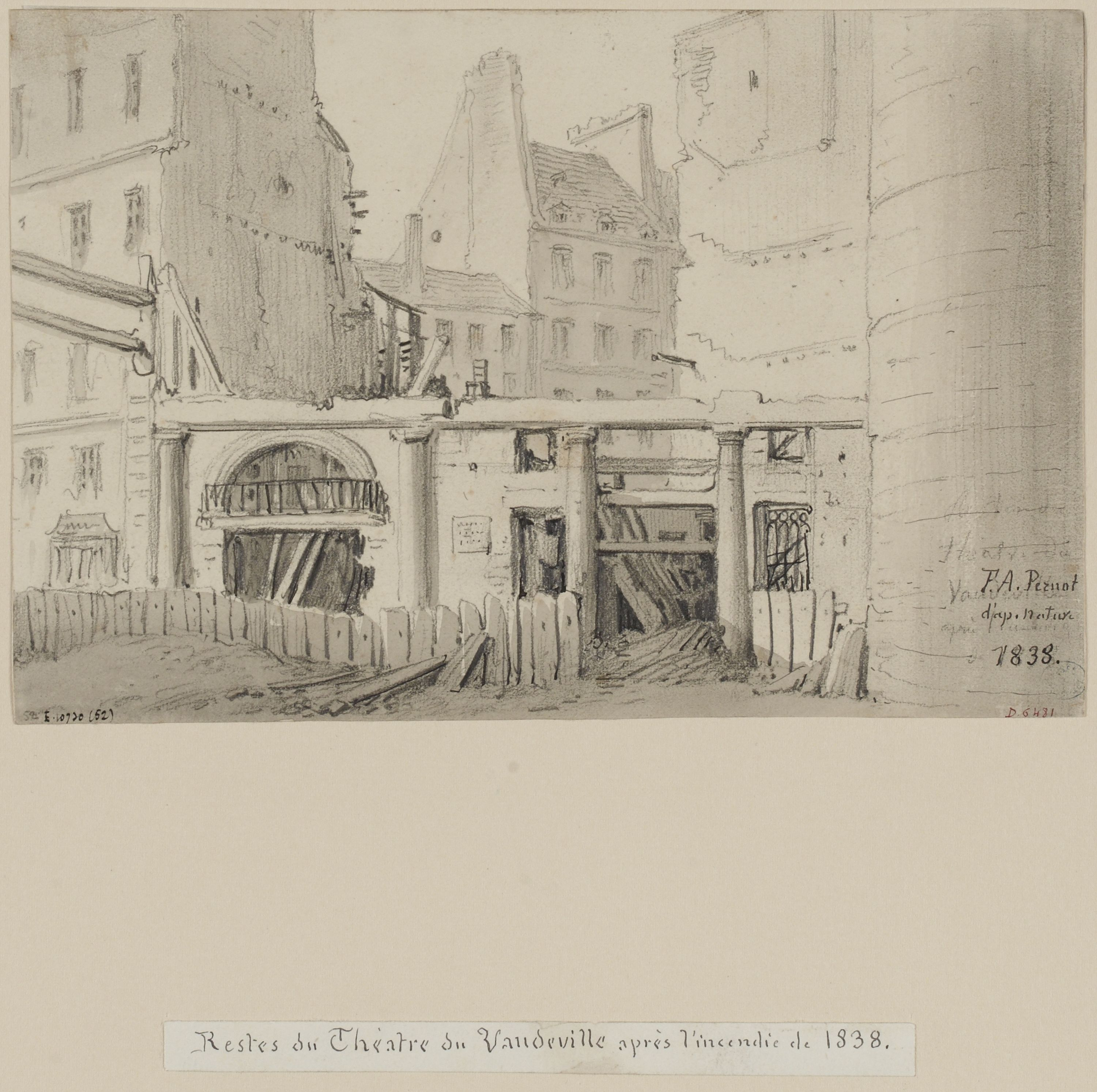
Restes du théâtre du Vaudeville après l'incendie de 1838.

### 1838-1840: Boulevard de Bonne-Nouvelle
Après l'incendie qui le ravage  dans la nuit du 16 au 17 juillet 1838, le Vaudeville s'installe provisoirement au Gymnase, boulevard de Bonne-Nouvelle.

### 1840-1868: Place de la Bourse
Le 16 mai 1840 le théâtre du Vaudeville s'établit place de la Bourse (IIe arr.) dans l'ancienne salle des Nouveautés, laissée vacante par la troupe de l'Opéra-Comique. C'est dans cette salle qu'est créée en 1852, La Dame aux camélias d'Alexandre Dumas fils. Pour la première fois, une pièce connaît plus de cent représentations consécutives. Verdi y assiste et en fait le sujet de son opéra La traviata (1853). Eugène Labiche et Henri Meilhac y donnent quelques-unes de leurs œuvres et Jules Verne l'une de ses pièces de théâtre, Onze jours de siège, en 1861. La salle est démolie en 1869 lors du percement de la rue du Quatre-Septembre.

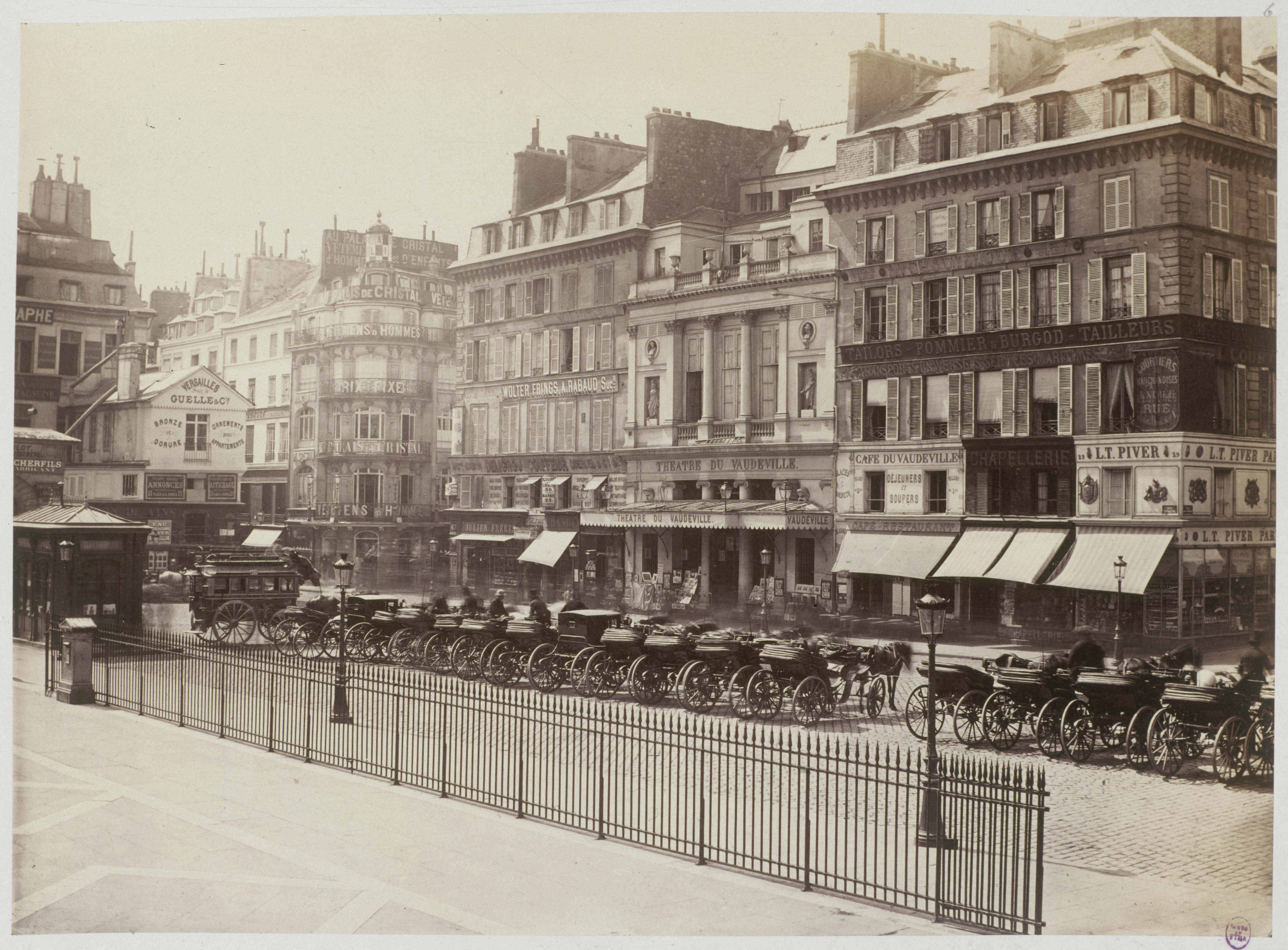
Le théâtre du Vaudeville installé place de la Bourse, à côté de la brasserie Le Vaudeville toujours existante aujourd'hui.
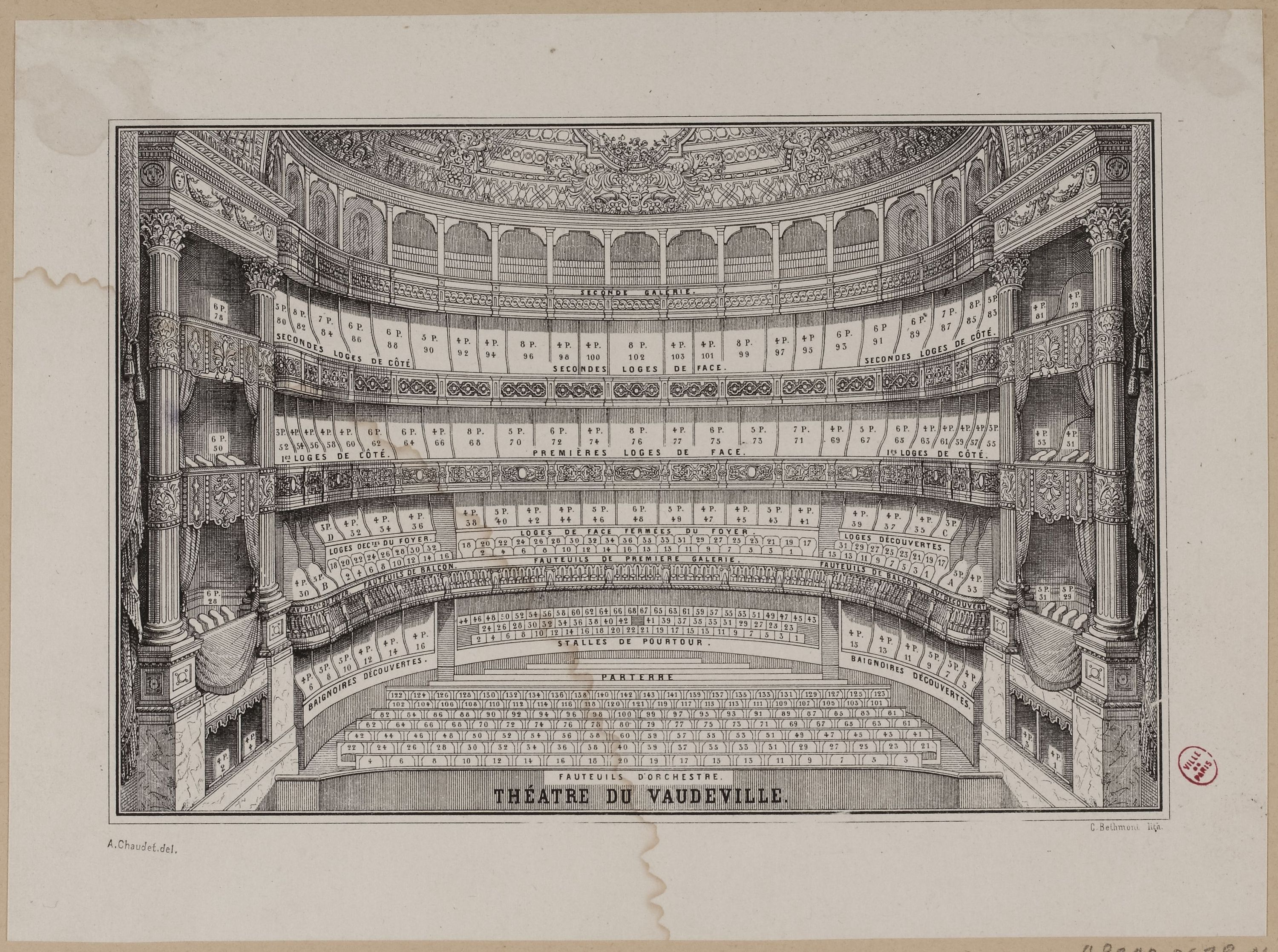
Vue de la salle.
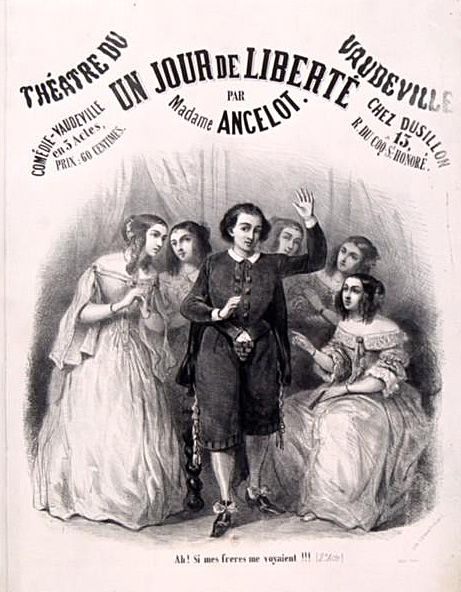
Un jour de liberté (1844)
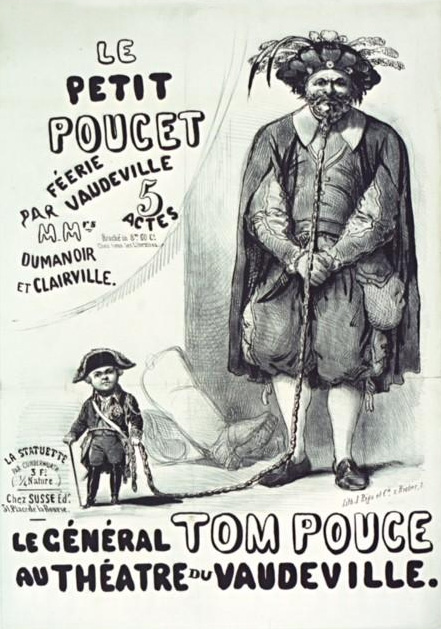
Le Petit Poucet ou Le Général Tom Pouce (1845)
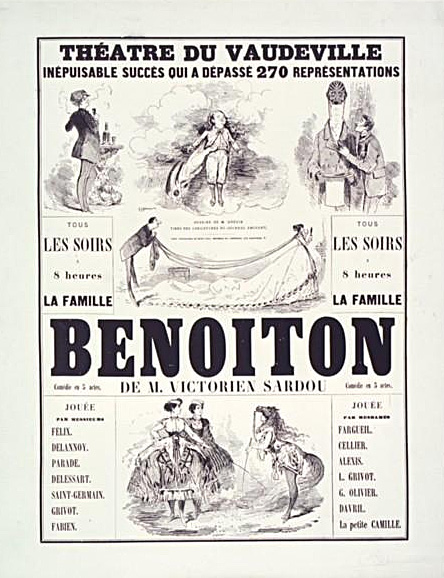
La Famille Benoiton (1865)
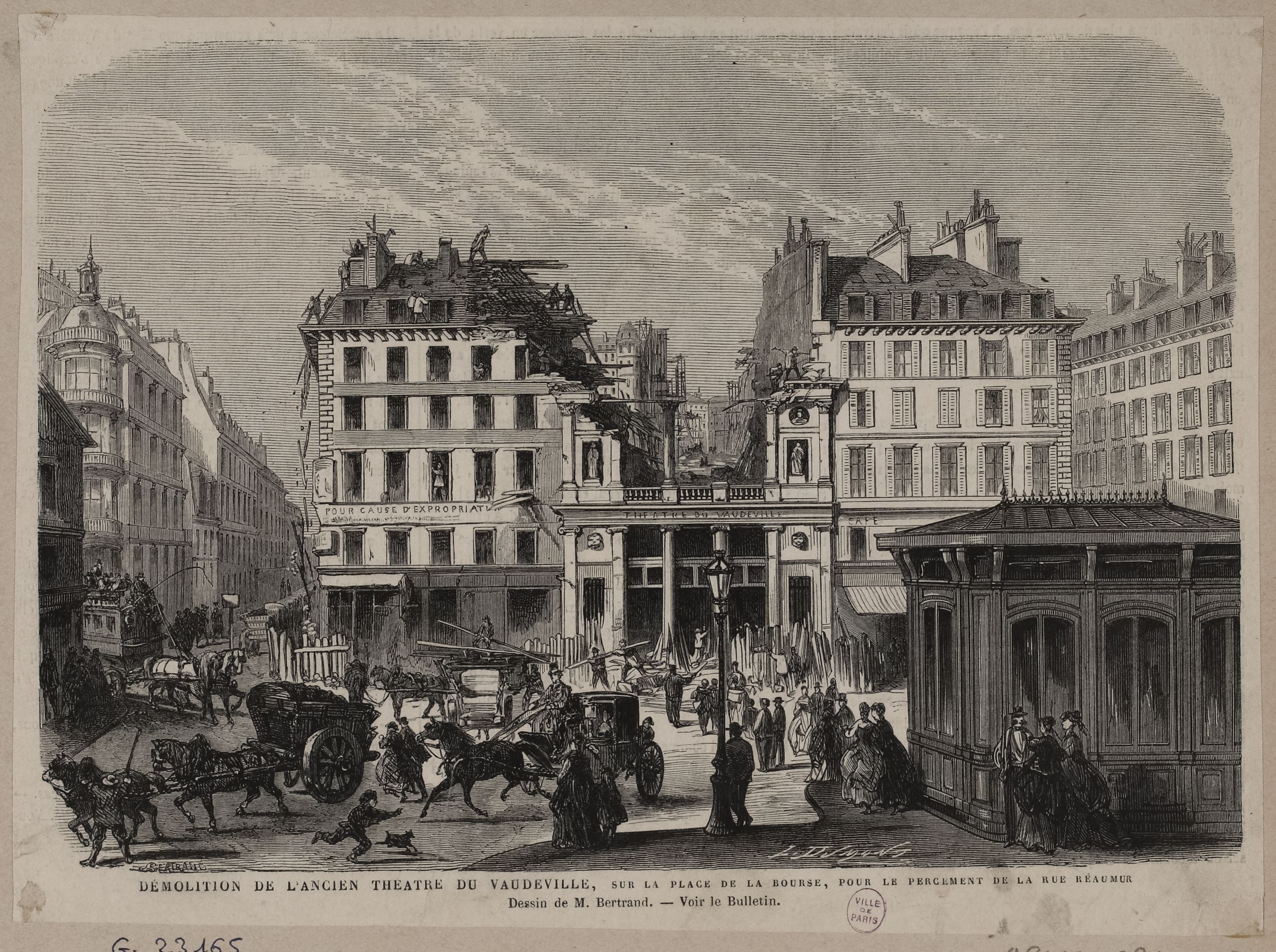
Démolition du théâtre en 1869 pour ouvrir la rue du Quatre-Septembre.

### 1868 à nos jours: Boulevard des Capucines
De 1866 à 1868, un nouveau théâtre du Vaudeville est construit sur le boulevard des Capucines, à l'angle de la rue de la Chaussée-d'Antin (IXe arr.). Commandé par la ville de Paris et construit par l’architecte Auguste-Joseph Magne à la place de l'hôtel de Montmorency, il présente à l’étage supérieur quatre cariatides symbolisant la Folie, la Comédie, la Satire et la Musique dues au sculpteur Jules Salmson (1823-1902). La disposition d’ensemble est directement inspirée des façades de palais comme c'est la règle au tournant du siècle pour les façades de théâtres ou de banques. Le pan coupé du bâtiment est remanié ultérieurement avec l’ajout d’une coupole d’angle et la transformation des fenêtres hautes qui sont alors encadrées de six nouvelles cariatides conçues à partir d’un modèle unique (toujours en place) conçu par Jules Salmson. Le théâtre comporte une entrée latérale située au 3, rue de la Chaussée-d'Antin, postérieure à la construction de l’immeuble et liées à son remaniement. Composée de deux portes jumelées, elle est surmontée d’un atlante et de deux cariatides.

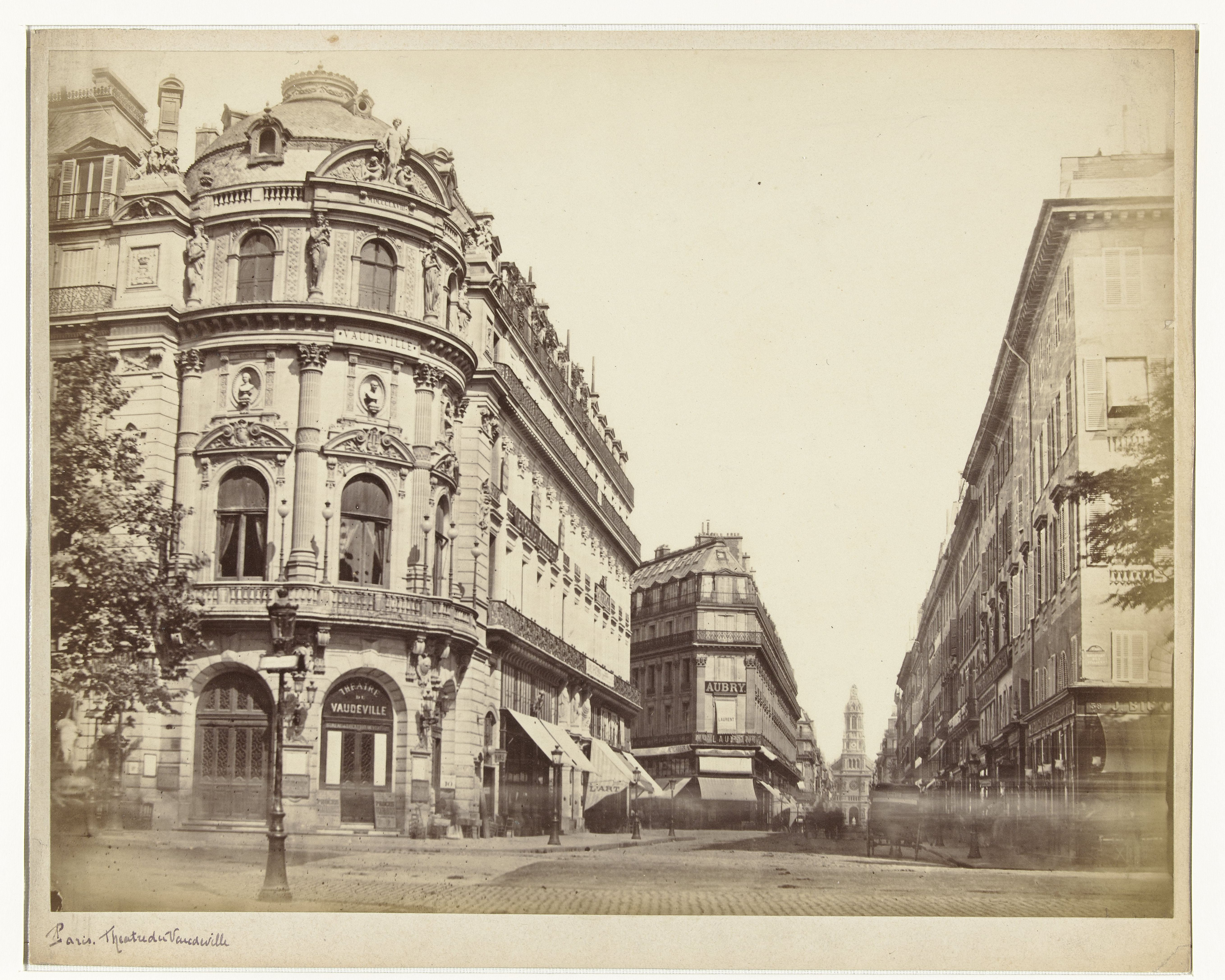
Le nouveau théâtre du Vaudeville sur le boulevard des Capucines et la perspective sur la rue de la Chaussée-d'Antin.
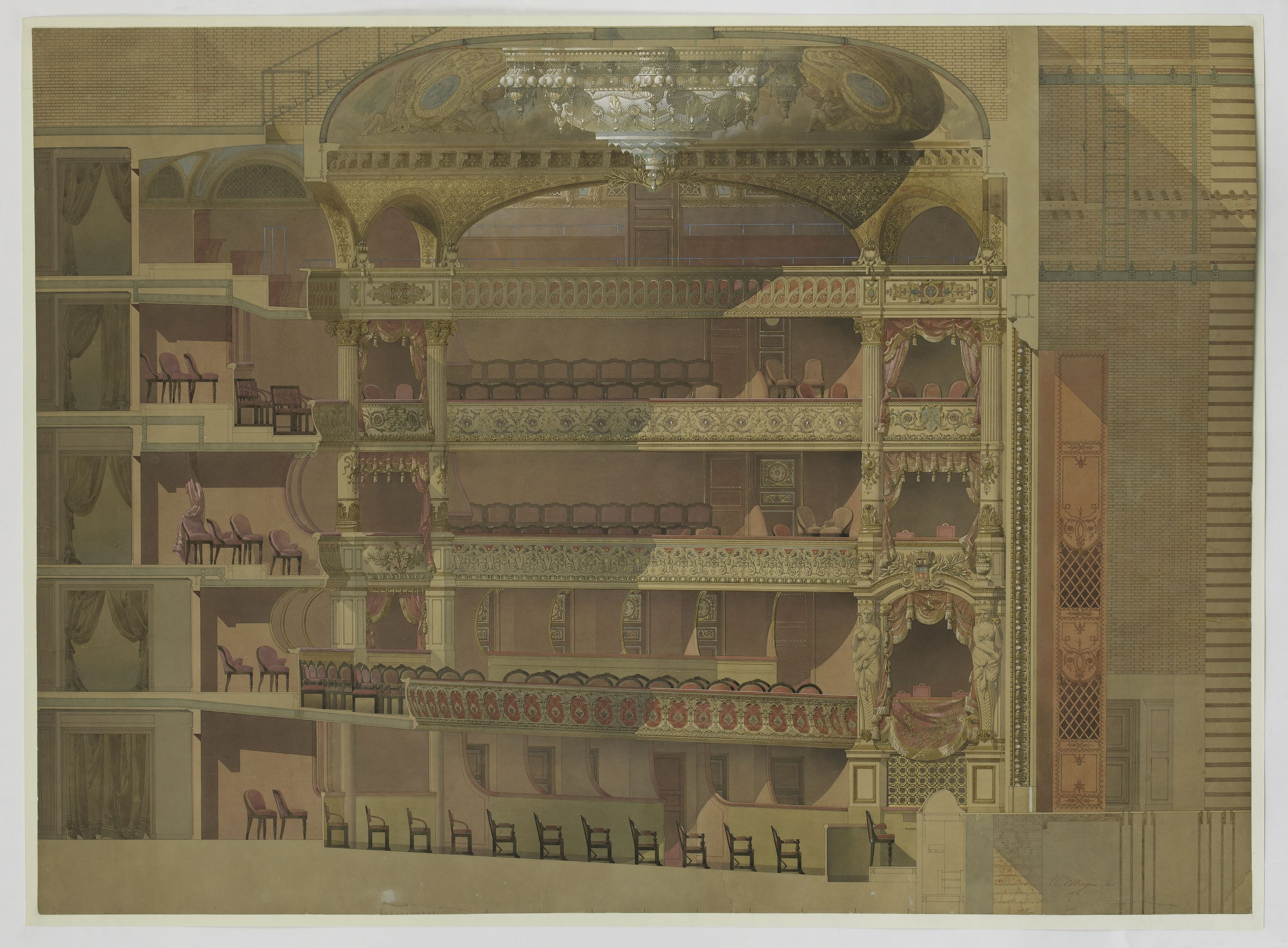
Vue en coupe de la salle.
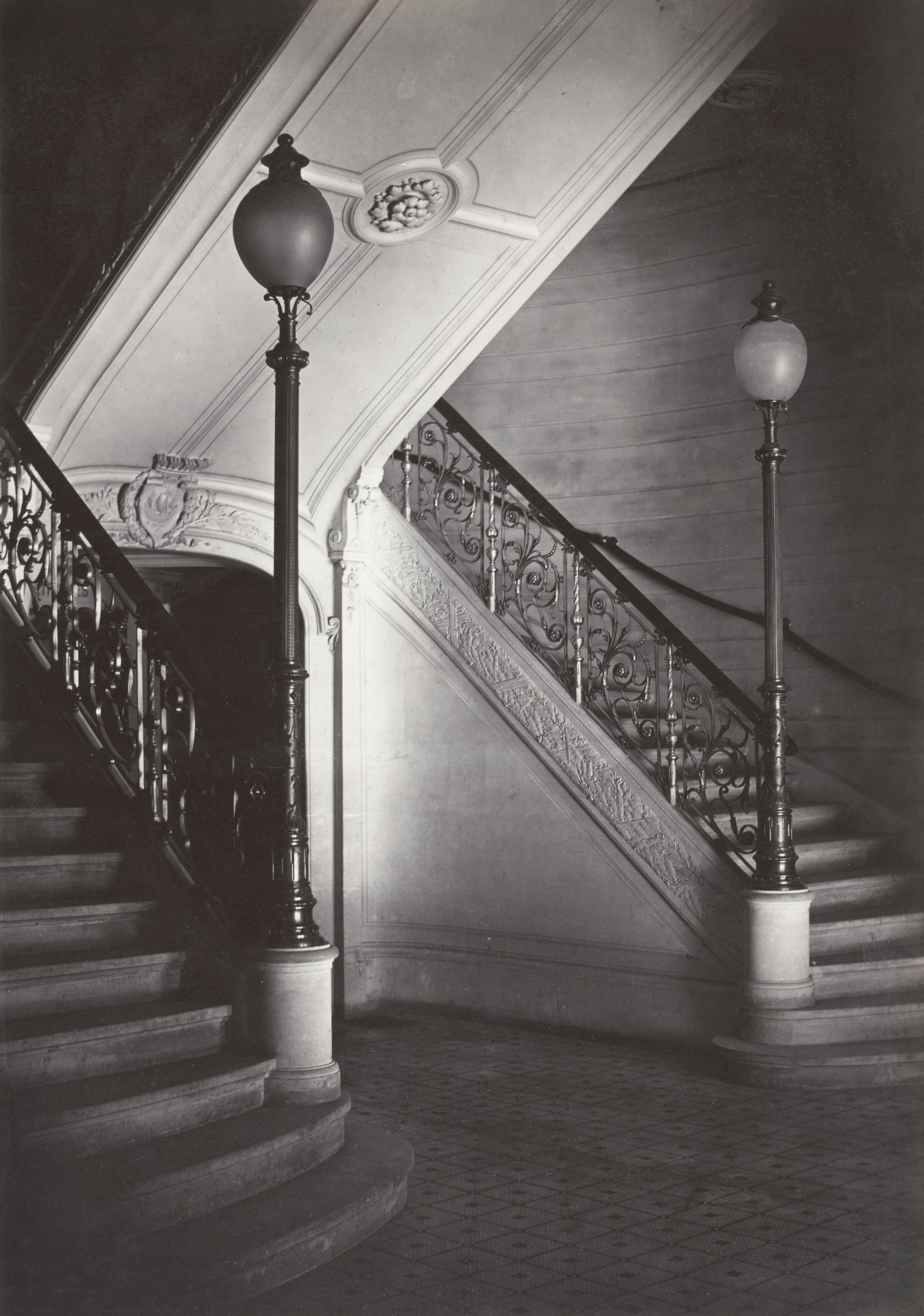
Escaliers du théâtre du Vaudeville, boulevard des Capucines, en 1869. Photographie de Charles Marville.
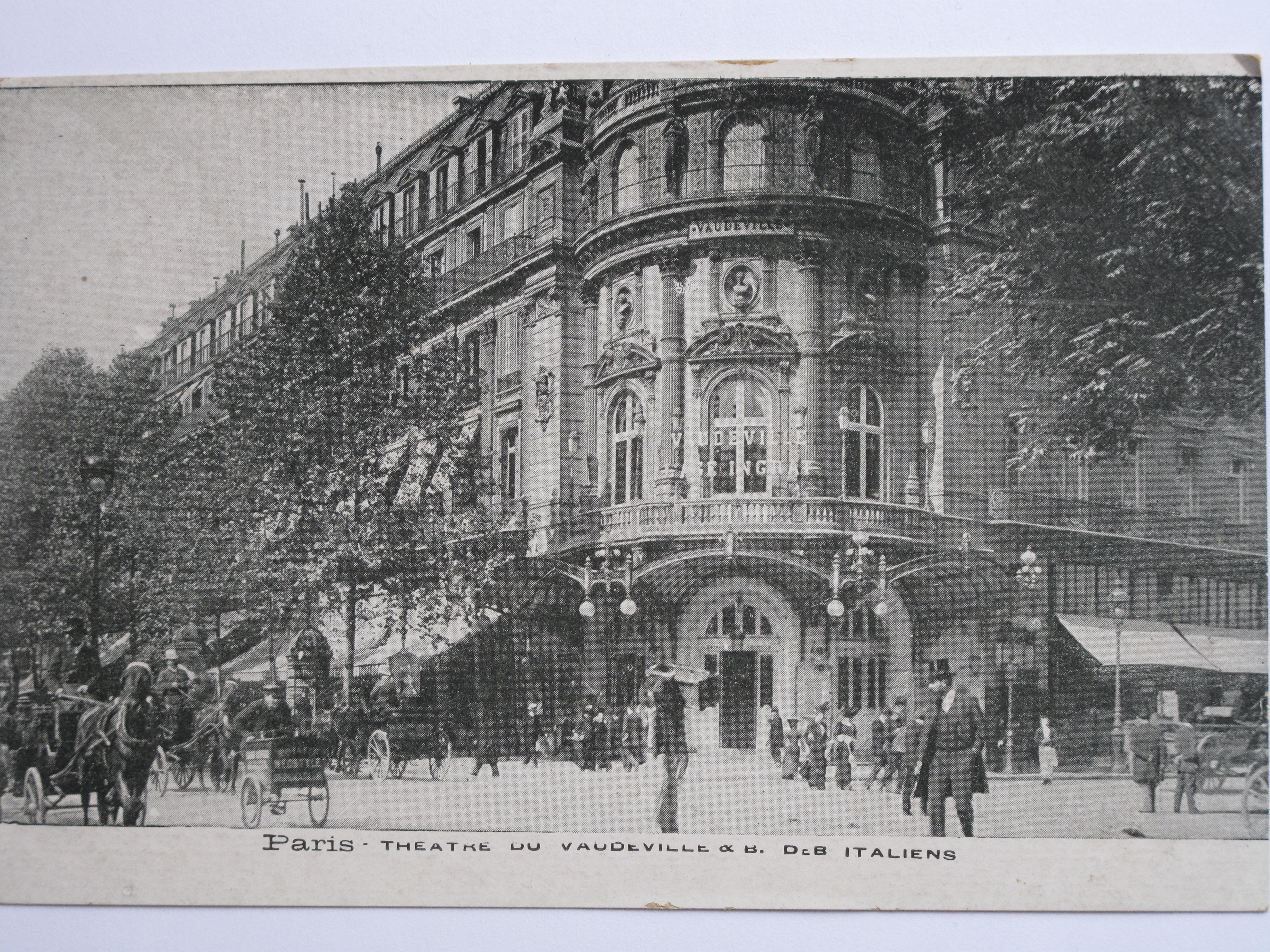
Le théâtre du Vaudeville vers 1910, avec de grandes marquises installées au-dessus des portes d'entrée.
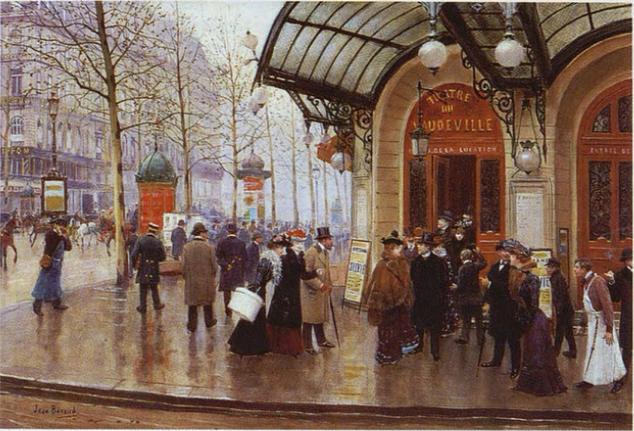
La sortie du théâtre vers 1900.
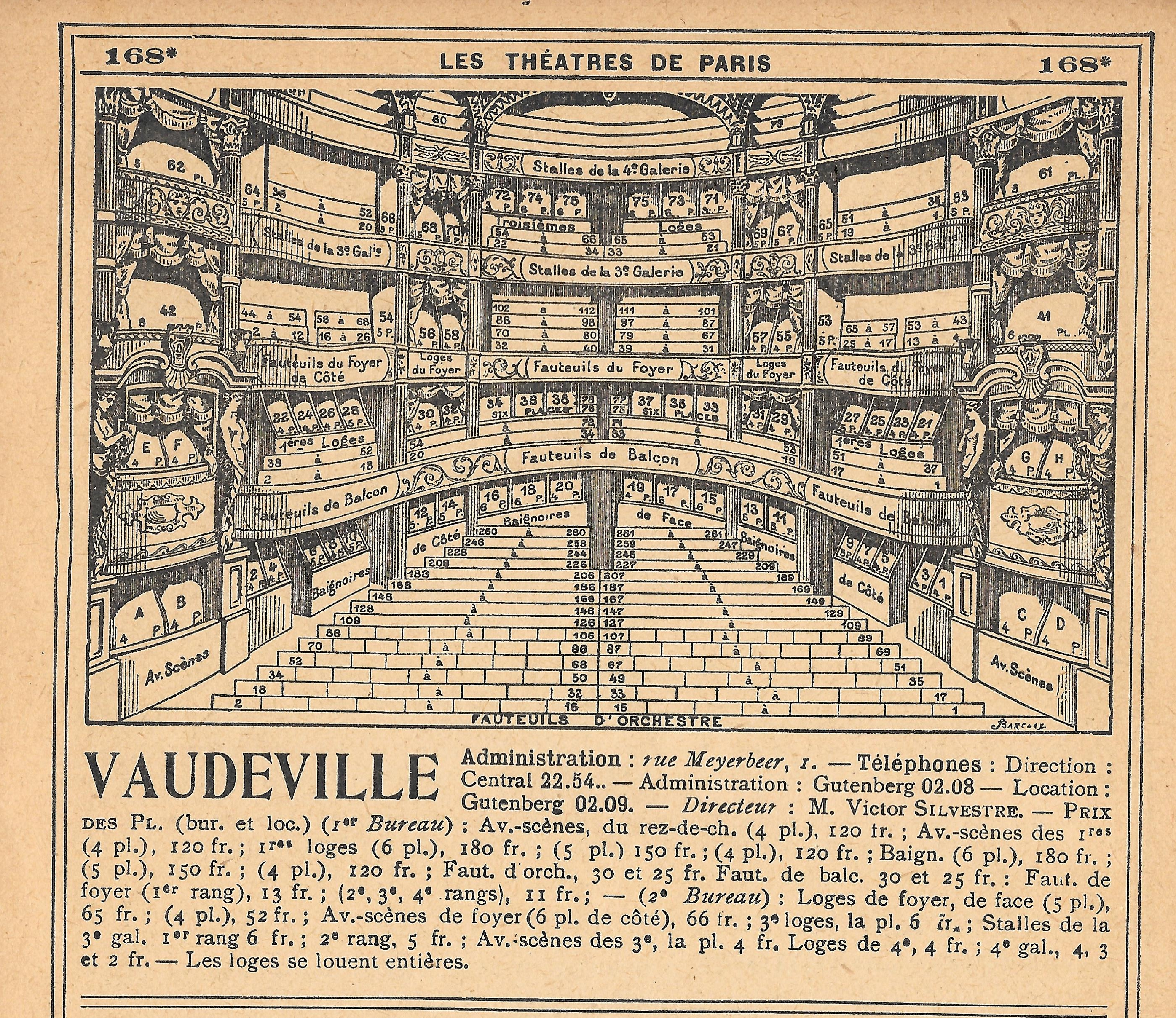
Plan de 1925, prix des places et administration.

À la fin des années 1920, le théâtre est acquis par la société Paramount. Après d'importants travaux, il est transformé en une salle de cinéma de 1900 places inaugurée le 24 novembre 1927, ce qu'il est encore aujourd'hui sous le nom de Gaumont-Opéra.